# Мати Матсон
Мати Матсон (фин. Matti Mattsson; Пори, 5. октобар 1993) фински је пливач чија специјалност су трке прсним стилом. Вишеструки је национални првак и рекордер, учесник Олимпијских игара и освајач медаље на светском првенству 2013. године.

## Спортска каријера
Први значајнији успех у каријери Матсон је остварио још као 15-годишњак, у лето 2009, када је на сениорском првенству Финске освојио треће место у трци на 100 метара прсним стилом. Нешто касније исте године, на Европском олимпијском фестивалу младих у Тампереу осваја сребрну медаљу у истој дисциплини. Такмичио се и на Олимпијским играма младих у Сингапуру 2010, где је заузео осмо место у финалу трке на 200 прсно. У јануару 2011. осваја титулу националног првака у малим базенима у трци на 200 прсно, а у лето исте године, на европском првенству за младе у Београду, осваја сребрну медаљу у истој дисциплини, испливавши уједно и олимпијско селекционо време за ЛОИ 2012. у Лондону.
На Олимпијским играма у Лондону Матсон је пливао у квалификацијама трке на 200 прсно где је заузео укупно 17. место, а резултат од 2:11,81 минута је уједно био и нови национални рекорд Финске у тој дисциплини (заоставши свега 0,15 секунди за местом које је водило у полуфинале). Био је то уједно и најбољи резултат финске репрезентације у пливању на Играма у Лондону. На крају године матсон је проглашен за најбољег пливача Финске за 2012. годину.
Успешан деби на светским првенствима је имао у Барселони 2013. где је успео да освоји бронзану медаљу у трци на 200 прсно, два пута поправљајући национални рекорд. Била је то и прва пливачка медаља за Финску након десет година и светског првенства у Барселони 2003. где је злазо на 100 слободно освојила Хана Марија Сепеле.
Матсон је учествовао и на светским првенствима у Казању 2015. (30. на 100 прсно и 12. на 200 прсно), Будимпешти 2017. (36. на 100 прсно и 22. на 200 прсно) и Квангџуу 2019. (33. место на 200 прсно).
Други наступ на Олимпијским играма имао је у Рију 2016. где је пливао у обе појединачне трке прсним стилом. На 100 метара заузео је тек 38. место у квалификацијама, док се на дупло дужој деоници успео пласирати у полуфинале које је окончао на укупно 16. месту.